# 颱風莎拉 (1959年)
颱風莎拉（英語：Typhoon Sarah，國際編號：5914，中國大陸編號：5907，聯合颱風警報中心：33W）是1959年太平洋颱風季的一個熱帶氣旋，風暴在9月12日形成，在9月19日消散，維持了8天。

## 氣象歷史
颱風莎拉於關島形成後，朝向西北前進，16日黎明之後沿著東海北上，於韓國慶尚南道附近通過。颱風莎拉之後通過對馬海峡、日本海，18日通過宗谷海峡附近，登陸庫頁島後，於19日9時成為溫帶氣旋。

## 影響
颱風莎拉影響了韓國和日本，並為該區域造成巨大損失。由於颱風莎拉為日本帶來嚴重破壞，故日本氣象廳為它命名為宮古島颱風，是為氣象廳10個命名颱風其中之一。
9月15日，颱風莎拉於當時由美國琉球政府治理的沖繩縣宮古島東南約100公里附近海域達到巔峰，當時最低氣壓為905百帕斯卡氣壓，10分鐘平均風速為70米/秒。宮古島觀測到颱風莎拉最大風速為53.0米/秒，最大瞬間風速為64.8米/秒。宮古島上約有7成住家、數千棟房屋遭到颱風破壞，共有6人死亡，83人輕重傷。九州、北海道也出現25米/秒強風、長崎縣、北海道中心因波浪與高潮導致水災，船舶受到嚴重損害。
沖繩縣宮古島測候所觀測到908.1百帕斯卡氣壓的紀錄，打破1934年室戶颱風保持的911.6百帕斯卡氣壓記錄，為日本國內氣象觀測有史以來最低氣壓。後來，1977年沖永良部颱風以907.3百帕斯卡氣壓打破颱風莎拉創下的紀錄。
颱風莎拉在韓國慶尚南道和慶尚北道造成嚴重災情，總共造成948人死亡或失蹤。颱風莎拉在韓國引發大雨和風暴潮，200,000公頃農田遭到洪水淹沒，全國受害人數超過37萬人，經濟損失達到2800億韓圓（2006年貨幣價值為基準）。
釜山市觀測到951.5百帕斯卡最低氣壓、為朝鮮半島近代氣象觀測有史以來最低氣壓。濟州島觀測到最大瞬間風速為46.9米/秒，鬱陵島最大瞬間風速為46.6米/秒，麗水最大瞬間風速為46.1米/秒。

## 參看
- 1959年太平洋颱風季
- 室戶颱風

## 外部連結
- . 國立情報學研究所. （英文）